# Месюренко Лука Максимович
Лука Максимович Месюренко (15 грудня 1907, село Коробчине, тепер Новомиргородський район Кіровоградської області — 25 березня 1973, місто Чернівці) — український радянський партійний діяч, 2-й секретар Чернівецького обласного комітету КПУ. Член ЦК КПУ в 1952—1954 роках. Член Ревізійної Комісії КПУ в 1954—1956 роках.

## Біографія
Народився в селянській родині. З дитячих років наймитував у заможних селян.
Працював головою сільської ради.
Член ВКП(б) з 1931 року.
Перебував на відповідальній комсомольській роботі на Кіровоградщині, Одещині, Полтавщині та Миколаївщині.
У 1939 році закінчив Український комуністичний сільськогосподарський інститут імені Артема в місті Харкові.
У 1939—1941 роках — на партійній роботі в Полтавській області. У 1941—1944 роках — на партійній і радянській роботі в Сталінградській області РРФСР.
У 1944 році — 2-й секретар Глибоцького районного комітету КП(б)У Чернівецької області. У 1944—1945 роках — заступник завідувача організаційно-інструкторського відділу Чернівецького обласного комітету КП(б)У.
У 1945 — січні 1953 року — 1-й секретар Заставнівського районного комітету КП(б)У Чернівецької області.
10 січня 1953 — січень 1958 року — 2-й секретар Чернівецького обласного комітету КПУ.
З 1958 року — голова Чернівецького обласного комітету профспілки працівників харчової промисловості.
Потім — персональний пенсіонер союзного значення в місті Чернівцях. Помер після тривалої і важкої хвороби.

## Нагороди
- орден Леніна (26.02.1958)
- орден «Знак Пошани» (23.01.1948)
- три медалі